# Simon VII de Lippe
Le comte Simon VII de Lippe (30 décembre 1587 à Frein Château près de Lemgo – 26 mars 1627 à Detmold) est un dirigeant du comté réformé de Lippe-Detmold.

## Biographie
Il est le deuxième fils du comte Simon VI de Lippe et de son épouse Élisabeth de Schauenbourg et de Holstein.
En 1601, Simon et son frère aîné, Bernard se rendent à Cassel, où ils étudient à l'école de la cour. Après la mort prématurée de Bernard, en 1602, Simon retourne à Frein, où son père l'associe systématiquement aux affaires du gouvernement. Lorsque son père meurt en 1613, il prend  le gouvernement. En 1617, il réussit à mettre fin à une dispute que son défunt père avait avec la ville de Lemgo. Simon VI essaye d'instaurer le calvinisme dans tout le comté, mais les citoyens de Lemgo préfèrent le luthéranisme. Le Traité de Röhrentrup permet la pratique du Luthéranisme à Lemgo et donne à la ville le droit de Haute justice, ce qui est utilisé pour organiser des chasses aux sorcières.
Simon VII est resté neutre pendant la Guerre de Trente Ans, cherchant à épargner son petit pays autant que possible. Le pays a souffert néanmoins, lorsque les soldats étaient cantonnés dans le comté.

## Mariage et descendance
Simon VII épouse la comtesse Anne-Catherine de Nassau-Wiesbaden-Idstein (1590-1622) en 1607. Ils ont les enfants suivants:
- fils mort-né (décédé le 23 février 1609)
- Simon-Louis de Lippe (1610-1636), marié en 1631 à la comtesse Catherine de Waldeck-Wildungen (1612-1649)
- Marie Élisabeth (1611-1667) marié en 1649, à Christian Frederick de Mansfeld-Hinterort (1615-1666)
- Anne Catherine (1612-1659) mariée à Frédéric d'Anhalt-Harzgerode (1613-1670)
- Jean-Bernard de Lippe (1613-1652)
- Otto Henry (1614-1648), assassiné en 1648
- Herman-Adolphe de Lippe (1616-1666) marié en 1648 à la comtesse Ernestine de Isenburg-Büdingen-Birstein (1614-1665) et en 1666, à la comtesse Amélie de Lippe-Frein (1629-1676)
- Juliana Ursula (1617-1630)
- Jean-Louis (1618-1628)
- Frédéric Philippe (1619-1629)
- Madeleine (1620-1646)
- Simon (1620-1624)

Après la mort d'Anne Catherine il épouse la comtesse Marie-Madeleine de Waldeck-Wildungen (1606-1671), fille de Christian de Waldeck, en 1623 et a trois enfants:
- Christian (1623-1634)
- Sophie Élisabeth (1624-1688), mariée en 1644 à George Williamof Leiningen-Westerburg
- Jobst-Herman de Lippe (1625-1678), épouse en 1654, la comtesse Élisabeth Julienne de Sayn-Wittgenstein. Il est le fondateur de la ligne de Lippe-Biesterfeld.